# Борода в ісламі

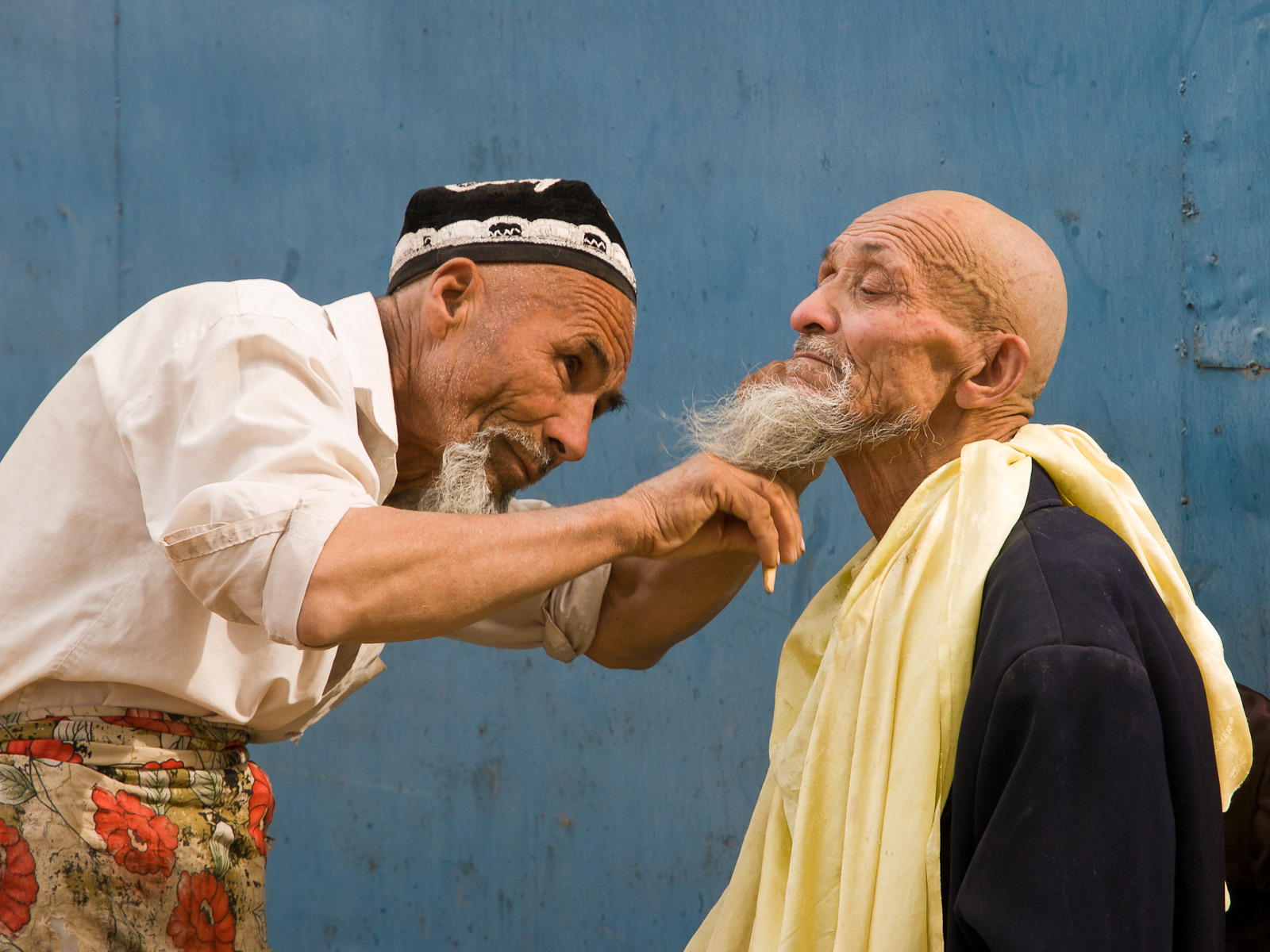
Процес гоління (Кашгар, СУАР)

Ставлення до відрощування бороди (араб. إعفاء اللحية, кириліз.: і'фа-уль-ліхья) і гоління серед численних ісламських течій є неоднозначним. Деякі з них вважають гоління бороди гріхом (фіск), а вирощування — обов'язковою (ваджіб) дією. Інші ж вважають відрощування бороди бажаною, а гоління засуджуваною, але не забороненою дією.

## Відрощування бороди

### Ранній іслам
Пророк Мухаммед, як і всі чоловіки в той час, володів густою бородою. Він закликав мусульман відрощувати бороду і не голити її: «Відрізняйтеся від многобожників — відпускайте бороди і підстригайте вуса», «Підстригайте вуса і відрощуйте бороду і не будьте схожі на вогнепоклонників».
У збірнику хадисів імама аль-Бухарі повідомляється, що під час свого передостаннього і останнього паломництва, пророк Мухаммед дозволив людям взяти його стрижене волосся. Отримане таким чином волосся з голови і бороди Пророка було збережено, а потім поширено у всіх частинах ісламського світу. Мусульмани зберігали це волосся в пляшках і загортали в зелену матерію .

### Середньовіччя
Про заборону голити бороду писали захірітський правознавець Ібн Хазм , Малікі аль-Хаттаб, Ханбаль ас-Саффарини, Ханафі Ібн Абідін.
Думку більшості улемів про заборону гоління бороди не поділяли деякі представники шафійського мазхаба, які говорили про небажаність (макрух) цього, але не вважали харамом. Так говорили ар-Рафії, ан-Нававі, Закарія аль-Ансарі і  аль-Хатіб аш-Шарбіні. Незважаючи на це, шафіїти аз-Заркаші, аль-Халімі, аль-Каффаль аш-Шаші і аль-Азраїл вважали заборону гоління бороди більш правильною думкою.

### Сучасність

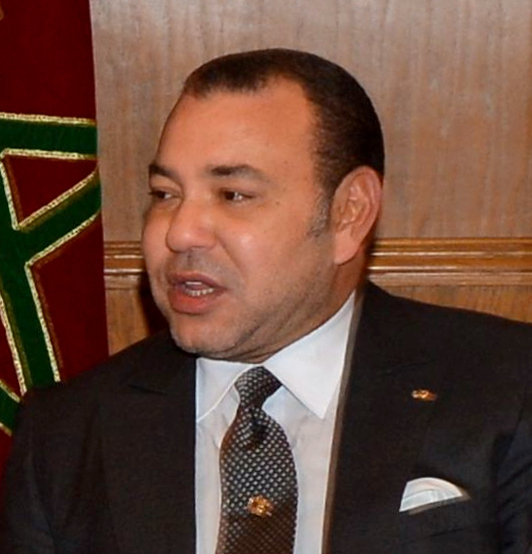
Король Марокко Мухаммед VI

Сучасні салафітські богослови (Ібн Баз,  аль-Усаймін,  аль-Албані та ін.) вважають, що борода відрізняє чоловіків від жінок і від невіруючих (кафір), що не відрощують бороди. Гоління вважається забороненою (харам) і гріховною дією. Таке ж ставлення до гоління бороди у шиїтських аятолл Алі Сістані і Мухаммада Ширазі. У 2012 році аятолла Алі Хаменеї в ефірі іранського національного телебачення назвав коротку бороду короля Марокко Мухаммеда VI, що нагадує скоріше легку неголеність, «ганьбою» і «плювком в обличчя Пророка». У свою чергу король назвав це «нісенітницею».

#### Близький Схід
У деяких країнах  Близького Сходу (наприклад, у Лівані) бородані, навіть якщо вони відрощують бороди не з релігійних причин, можуть стикатися з підозрілим ставленням до своєї персони з боку поліції.
За деякими даними, у зв'язку з військовими діями в Сирії і Іраку, де курди воюють проти бойовиків Ісламської Держави, курди на південному сході Туреччини стали масово голити свої бороди, щоб бути несхожими на бородатих членів ІДІЛ. Незважаючи на те, що носіння бороди не є особливістю лише ІДІЛ, були зафіксовані випадки, коли члени Робочої партії Курдистану страчували людей за наявність у них бороди. У Туреччині відрощування бороди вважається сунною і рекомендується для дорослих чоловіків. Але за турецьким правовим кодексом державному службовцю заборонено носити бороду.
У період правління Хосні Мубарака в Єгипті борода розглядалася як символ ісламістських сил, налаштованих проти президента, хоча бороди мають не тільки мусульмани, але й копти — християни (наприклад, патріарх Феодор II). Брати-мусульмани мали доглянуті бороди, а салафіти відрощували значну рослинність на обличчі і голили вуса. Деякі з них фарбували свої бороди хною: від темно-бордового до яскраво-оранжевого кольорів. Всі державні службовці були зобов'язані голити бороди, але після падіння режиму Мубарака носіння бороди знову стало модним.

#### Афганістан під владою «Талібану»

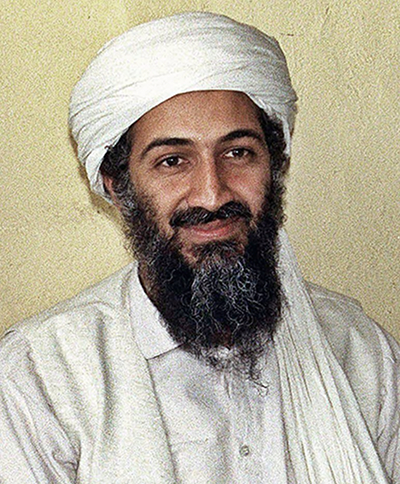
Усама бен Ладен

Після того як 27 вересня таліби без бою взяли Кабул, вони ввели на території новоявленого Ісламського Емірату Афганістан норми шаріату. Серед іншого, чоловіки повинні були відрощувати густі бороди; стали проводитися «перевірки борід». Ті, чиї бороди були коротшими за довжину стиснутого кулака, могли бути побиті.

#### Пакистан
У провінції Баджаур, розташованої в зоні племен Пакистану, контрольованої талібами, на дверях перукарень були розвішані попередження про те, що гоління бороди суперечить ісламу і порушники заборони будуть убиті. Кілька перукарень були підірвані, після того як відмовилися дотримуватися заборони. Такі ж попередження були зроблені перукарням Вазиристану.

#### Середня Азія
Офіційна позиція Духовного управління мусульман Казахстану полягає в тому, що відрощування бороди є Суннат (тобто необов'язково), а про гріховність гоління говорять тільки ваххабіти. У питанні про необов'язковість відрощування бороди казахське духовенство спирається на єгипетських улемів XX століття Мухаммада Абу Захру (1898—1974) і Махмуда Шалтута  (1893—1963) і на постанову єгипетського Управління з фетв. А за словами завідувача «Центру релігієзнавства» Танжарика Турганкулова на сайті Астанинською мечеті ім. Гилмані, відрощування бороди сьогоднішніми молодими мусульманами Казахстану робиться для того, щоб внести смуту в суспільство мусульман.
В Узбекистані, основне населення якого сповідує іслам, немає ніяких офіційних законів, спрямованих на заборону носіння бороди, але бородаті люди викликають підозру в навколишніх і співробітників міліції. Навіть імами мечетей змушені голити бороди, щоб не потрапити в список «бородатих» СНБ Узбекистану. За словами директора служби новин організації Форум 18 Фелікса Кролі, «узбецька влада борються не тільки з ісламськими радикалами, а й просто з віруючими мусульманами».
Неофіційна заборона на бороди пов'язаний з боротьбою проти екстремістських рухів, яка почалася після того, як в 1997 році в Намангані (Ферганська долина) було скоєно жорстоке показове вбивство високої посадової особи правоохоронних органів. Тоді наявність бороди або фотографії з бородою в паспорті людини могло стати причиною для арешту і кримінального переслідування.
Для того, щоби бородатий чоловік міг отримати паспорт у Узбекистані, йому потрібна довідка від обласного управління духовенства про те, що він «не є членом екстремістської організації». Але мало кому вдається домогтися такого дозволу.
В Таджикистані, де абсолютна більшість таджиків сповідують сунізм — ортодоксальну течію ісламу, якому в 2009 році було надано статус офіційної релігії, Президент Таджикистану Емомалі Рахмон 11 липня 2023 року звернувся із заявою до своїх громадян відмовитися від носіння борід і хіджабів. За його словами, таджики повинні зберігати власні культурні традиції.

#### Росія
Згідно з постановою Ради улемів ДУМ Карачаєво-Черкеської Республіки РФ від 27 серпня 2011 року, носіння бороди згідно Ханафітського мазхаба є ваджіб. Рада улемів зобов'язала усіх імамів КЧР «відростити бороди, мінімально в межах видимості (тобто заборонити голитися лезом)».
За словами муфтія Тюменської області Ільдара Заганшіна, носіння бороди не є традицією татарського народу, щоб носити бороду, треба заслужити це право. Невелику борідку можна відпустити після одруження, в 30-35 років, і тільки після досягнення 60-річного віку можна відпускати густу довгу бороду і «бути схожим на Діда Мороза».
Імам-хатіб московської Меморіальної мечеті Шаміль Аляутдінов у своїй статті «Носіння бороди» зазначив, що носіння бороди «категорично не є» обов'язковим (фард) і така думка — «один із проявів неписьменності». У цьому питанні він, як і колеги з Казахстану, спирається на думку єгипетських улемів XX століття Мухаммада Абу Захру і Махмуда Шалтута.

## Укорочування бороди
Більшість богословів дозволяли вкорочувати бороду, якщо її довжина перевищує довжину стисненого кулака. Лише деякі шафіїти (ан-Нававі та ін.), на основі загальних доводів про «відпускання» бороди, вважали, що її не можна стригти. На дозволеність укорочення бороди вказують дії сподвижників Мухаммеда Ібн Умара і Абу Хурайри, а також слова багатьох улемів минулого (Хасан аль-Басрі, Ібн Абд аль-Барр, Ібн Таймія, Ібн Абідін).

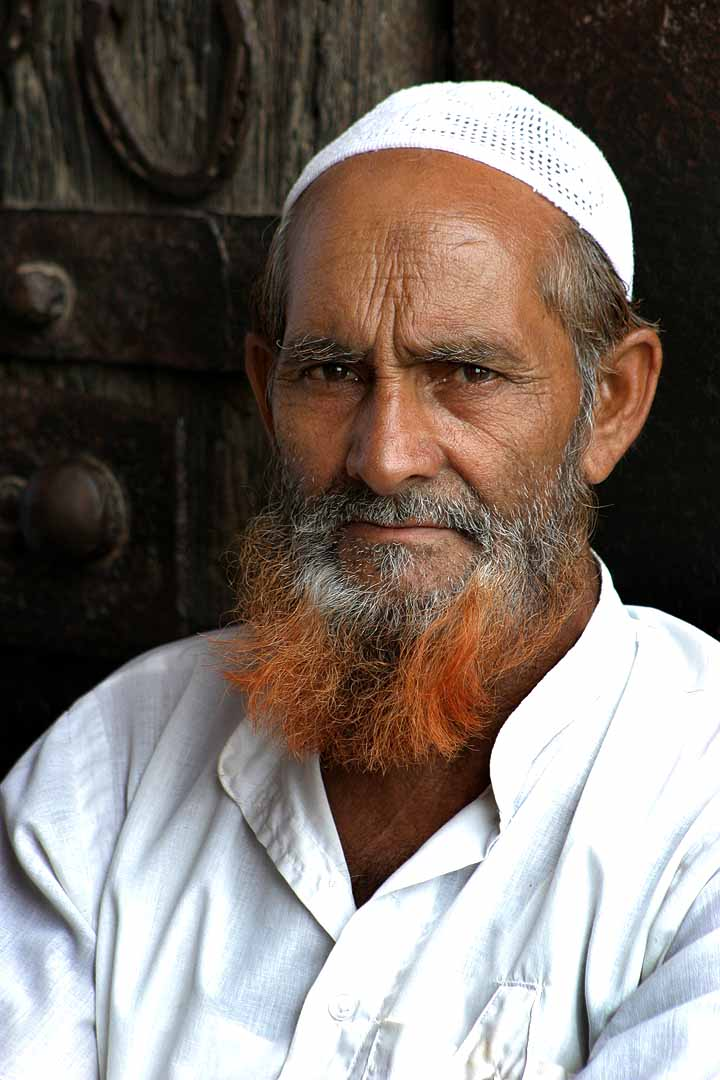
Чоловік з пофарбованою бородою

## Фарбування бороди
Зазвичай мусульмани забарвлюють (хідаб) бороду хною . На думку імама ан-Нававі чоловікам і жінкам краще фарбувати сивину в червоний або жовтий колір. Що стосується пророка Мухаммеда, то є повідомлення про те, що він фарбував бороду і волосся на голові в жовтий колір. Також він говорив: «Воістину, краще чим ви можете пофарбувати сивину — це хна і басма».
Фарбування бороди в чорний колір, на думку деяких богословів, заборонено. Винятком є фарбування бороди і волосся в чорний колір під час джихада для залякування ворога.

### Інциденти з фарбуванням бороди
Халід Шейх Мохаммед, який вважається організатором терористичного акту 11 вересня 2001, під час судового процесу на американській базі Гуантанамо з'явився з бородою, пофарбованою в іржаво-червоний колір, тим самим спантеличивши службу безпеки в'язниці. Ув'язненим на Гуантанамо заборонено використовувати фарбу для волосся, тому що в ній можуть міститися різні хімічні речовини, такі як аміак та інші, які можуть бути використані як зброя. Виникли підозри, що Халід Шейх Мохаммед міг отримати контрабандним шляхом хну, але, як з'ясувалося, він використовував для фарбування бороди фруктовий сік і ягоди з тюремного харчування.

## Укорочування вусів

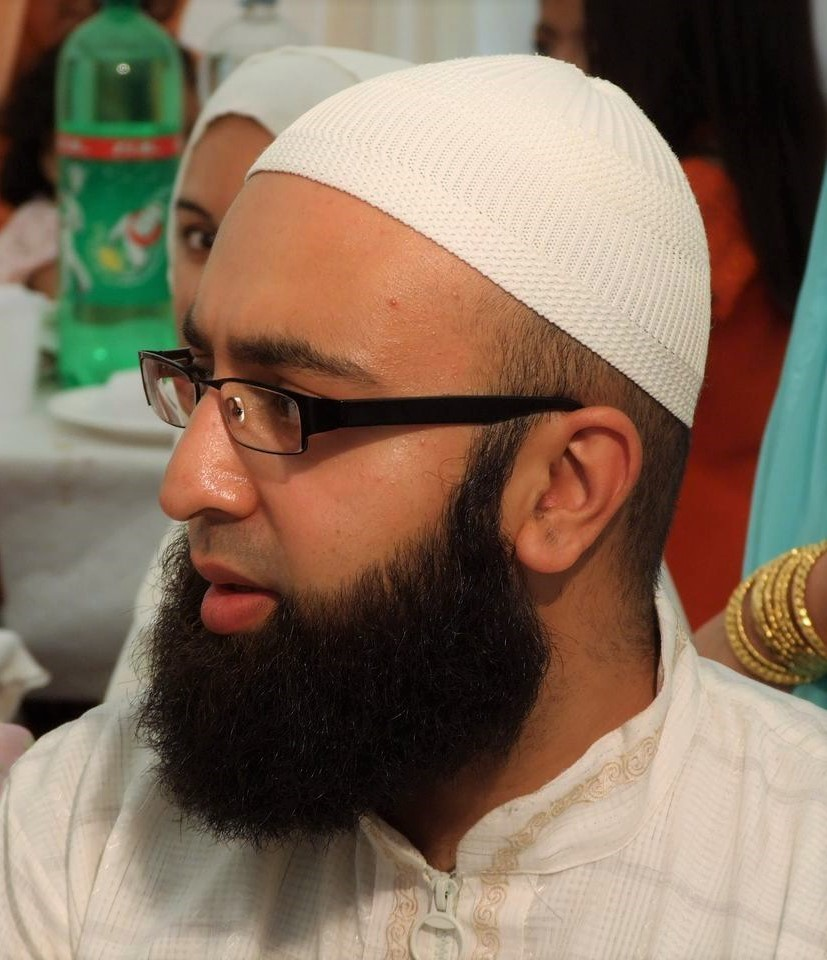
Мусульманин з поголеними вусами

Серед ісламських богословів є розбіжність щодо того, як вкорочувати вуса. Шафіїти і імам Малык ібн Анас вважали, що укорочення повинно обмежуватися лише видаленням того, що виходить за край губи. Ахмад ібн Ханбаль говорив, що немає нічого поганого ні в укорочуванні вусів, ні в їх голінні. Ранні ханафіти (ат-Тахаві та ін.), під укорочуванням розуміли повне викорінення (істі'саль), а більш пізні говорили, що вуса треба просто вкорочувати, але не голити повністю.
Імам Малик називав повне зголювання вусів нововведенням, а один із послідовників його мазхаба Ібн Фархун (пом. Шаблон:Із хіджри) навіть заборонив приймати показання свідків у того, хто повністю збрив вуса.
Що стосується сподвижників Мухаммеда, то деякі з них укорочували вуса (Абу умам аль-бахили, Мікдам ібн Мадікаріб, Утба ібн Ауф, Хаджжаджа ібн Амір, Абдуллах ібн Бішрі та ін.), а деякі голили повністю (Абу Саїд аль-Худрі, Джабір ібн Абдуллах, Ібн Умар, Абу Усайд аль-Ансарі, Салама ібн аль-Акуа, Абу Рафіа та ін.).